# Генрі Волтголл
Генрі Брезіл Волтголл (англ. Henry Brazeale Walthall; 16 березня 1878 — 17 червня 1936) — американський кіноактор.

## Кар'єра
Волтголл почав свою кар'єру як театральний актор на сцені Бродвейського театру. Його дебютом була роль другого плану в постановці драми Вільяма Вон Муді The Great Divide. Кар'єра Волтголла в кіно почалася в 1908 році у фільмі Врятована з орлиного гнізда.

## Особисте життя
Волтголл був двічі одружений. Його перший шлюб, з акторкою Ізабель Фентон, закінчився розлученням після десяти років спільного життя у 1917 році. Через рік після розлучення Волтголл одружився вдруге з акторкою Мері Чарлсон, шлюб з якою тривав до його смерті від грипу у 1936 році.

## Вибрана фільмографія

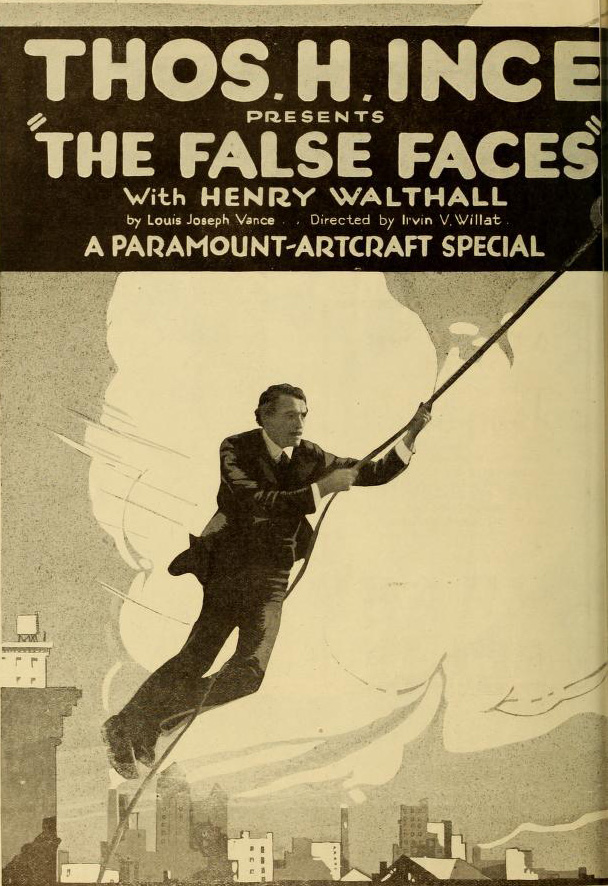
The False Faces (1919)

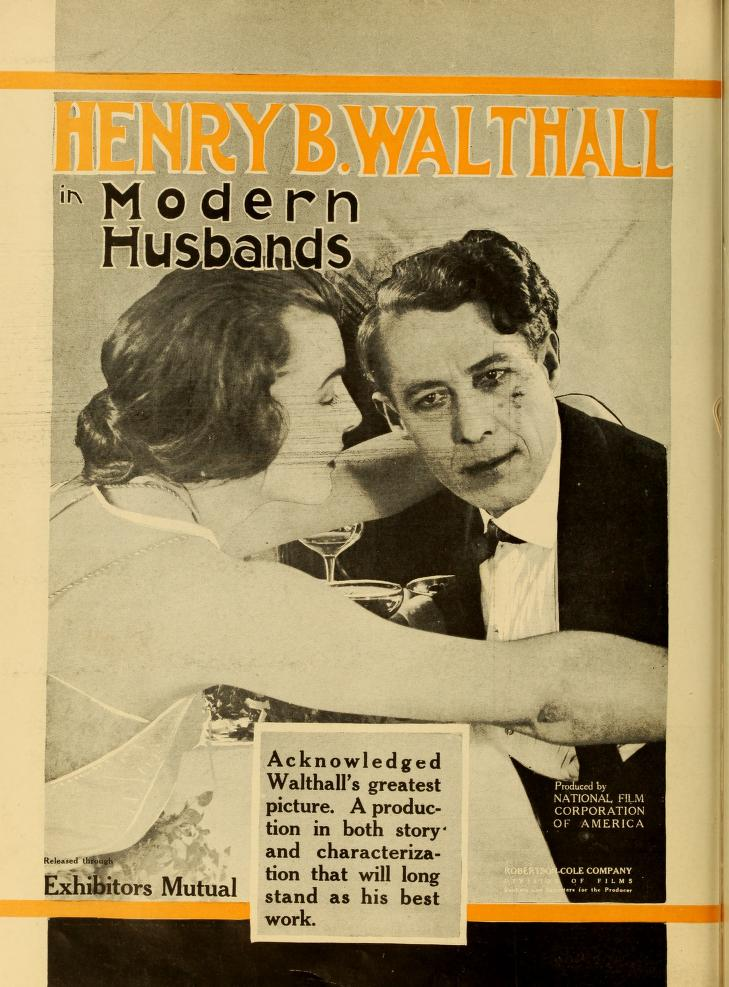
Modern Husbands (1919)

- 1908 — Врятована з орлиного гнізда / Rescued from an Eagle's Nest
- 1909 — / The Hessian Renegades
- 1909 — / Fools of Fate
- 1909 — / In Little Italy
- 1909 — / The Day After
- 1909 — / Choosing a Husband
- 1910 — / The Two Brothers
- 1910 — / The Kid
- 1910 — / Ramona
- 1910 — / In the Border States
- 1910 — / The House with Closed Shutters
- 1912 — Невидимий ворог / An Unseen Enemy
- 1912 — / The Inner Circle
- 1912 — / A Change of Spirit
- 1912 — / Two Daughters of Eve
- 1912 — / So Near, Yet So Far
- 1912 — / A Feud in the Kentucky Hills
- 1912 — / In the Aisles of the Wild
- 1912 — / The One She Loved
- 1912 — Любителька рум'ян / The Painted Lady
- 1912 — / My Baby
- 1912 — / The Informer
- 1912 — / Brutality
- 1912 — / My Hero
- 1912 — / The Burglar's Dilemma
- 1912 — / The God Within
- 1913 — / Three Friends
- 1913 — / Love in an Apartment Hotel
- 1913 — / Broken Ways
- 1913 — / The Unwelcome Guest
- 1913 — / The Sheriff's Baby
- 1913 — / If We Only Knew
- 1913 — Панночка та мишка / The Lady and the Mouse
- 1913 — / The Wanderer
- 1913 — / [The House of Darkness
- 1913 — / The Tenderfoot's Money
- 1913 — / The Stolen Loaf
- 1913 — / Red Hicks Defies the World
- 1913 — / The Switch Tower
- 1913 — / The Mothering Heart
- 1913 — Помилка / The Mistake
- A Gambler's Honor — 1913
- During the Round-Up — 1913
- The Mirror — 1913
- The Vengeance of Galora — 1913
- Two Men of the Desert — 1913
- A Woman in the Ultimate — 1913
- The Battle at Elderbush Gulch — 1913
- The Green-Eyed Devil — 1914
- Judith of Bethulia — 1914
- Home, Sweet Home — 1914
- Lord Chumley — 1914
- Man's Enemy — 1914
- The Avenging Conscience — 1914
- 1915 — Народження нації / The Birth of a Nation
- The Strange Case of Mary Page — 1916
- The Great Love — 1918
- The False Faces — 1919
- The Kickback — 1922
- 1923 — Невідомий пурпур
- 1923 — / The Face on the Bar-Room Floor
- 1925 — Блазень Саймон
- 1925 — / The Golden Bed
- 1925 — / Kentucky Pride
- 1925 — / Dollar Down
- 1926 — Дорога на Мандалай / The Road to Mandalay
- 1926 — / The Scarlet Letter
- 1927 — Крила / Wings
- 1927 — Лондон після півночі / London After Midnight
- 1927 — / Love Me and the World Is Mine
- 1929 — / Speakeasy
- 1929 — Століття джазу / The Jazz Age
- 1929 — Міст короля Людовика Святого /The Bridge of San Luis Rey
- The Trespasser — 1929
- 1930 — Башта храму/Temple Tower
- 1932 — Дивна перерва
- 1932 — / Police Court
- 1932 — Хатина у бавовнику / The Cabin in the Cotton
- 1932 — Осідлай його, ковбой / Ride Him, Cowboy
- 42nd Street — 1933
- 1934 — Хай живе Вілья!
- Judge Priest — 1934
- 1935 — A Tale of Two Cities
- 1936 — Диявольська лялька / The Devil-Doll